# エチュー
エチューは、北日本放送（KNB）のマスコットキャラクターである。

## 概要
- 2002年にKNBの開局50周年の新キャラクターとして「ゆっちゅ・めっぴ」とともに登場。
- 不定期で同局の番組『いっちゃん☆KNB』などに着ぐるみで登場している。

## 備考
- 生みの親はアニメーターの橋本晋治（「ゆっちゅ」「めっぴ」も同じ)。

- 橋本の絵本『ゆっちゅとめっぴとほしのゆうえんち』（ISBN 978-4777106523 2007年／スタジオジブリ編集・発行、ゴマブックス発売）にも登場する。

- 名前の由来は、越中（現・富山県）と推測される。

## 関連番組
- いっちゃん☆KNB

など